# Vernonia theophrastifolia
Vernonia theophrastifolia là một loài thực vật có hoa trong họ Cúc. Loài này được Schweinf. ex Oliv. & Hiern miêu tả khoa học đầu tiên năm 1877.